# Epaminonda Abate
Epaminonda Abate (Napoli, 1822 – Buenos Aires, 1893) è stato un medico italiano.

## Biografia
Nominato direttore del servizio stenografico del Parlamento del Regno delle Due Sicilie nel marzo 1849, pubblicò in quello stesso anno una "proposta di regolamento sanitario" per combattere la diffusione della sifilide a Napoli. Negli anni successivi, pubblicò due sue ricerche sulle ferrovie calabresi e sui telegrafi elettrici.
Nel 1870, si trasferì a Buenos Aires dove cercò, invano, finanziatori per i suoi studi sulla conservazione della carne. Date le forti opposizioni incontrate, si trasferì dapprima in Uruguay e poi in Brasile, ottenendo i medesimi risultati. Fece così ritorno in Europa e si stabilì nel Regno Unito (1872), dove poté brevettare la propria invenzione.
Fece ritorno in Italia nel 1875, dove pubblicò La pietrificazione dei cadaveri e la importazione delle carni fresche dall'America del Sud. Tornò dunque a occuparsi di salute pubblica, pubblicando un suo scritto sul colera.

## Opere
- Proposta di un regolamento sanitario per menomare la sifilide specialmente applicabile alla guernigione di Napoli, Napoli, Stamperia del Fibreno, 1849.
- Precetti igienici ad uso del popolo affin di preservarsi dal colera, Napoli, Stabilimento tipografico G. Cataneo, 1854.
- Intorno all'essenza ed alla patogenesi del colera, Napoli, Reale Tipografia Militare, 1854.
- Sulla ferrovia delle Calabrie: considerazioni, Napoli, Stabilimento tipografico Vico de' SS. Filippo e Giacomo, 1857.
- Intorno i telegrafi elettrici, Napoli, Reale Tipografia Militare, 1859?.
- La pietrificazione dei cadaveri e la importazione delle carni fresche dall'America del Sud, Napoli, Stabilimento Tipografico dell'Unione, 1875.
- Il colera sua etiologia e cura, Napoli, Stabilimento Tipografico dell'Unione, 1884.

| Controllo di autorità | VIAF (EN) 267098925 · ISNI (EN) 0000 0003 8305 9886 · SBN SBLV203265 · BAV 495/174381 |